# Gunnarsbytjärnen
Gunnarsbytjärnen är en sjö i Dals-Eds kommun i Dalsland och ingår i Enningdalsälvens huvudavrinningsområde. Sjön har en area på 0,109 kvadratkilometer och ligger 140,6 meter över havet.

## Delavrinningsområde
Gunnarsbytjärnen ingår i det delavrinningsområde (654466-126268) som SMHI kallar för Utloppet av N Kornsjön. Medelhöjden är 159 meter över havet och ytan är 19,54 kvadratkilometer. Räknas de 3 avrinningsområdena uppströms in blir den ackumulerade arean 90,54 kvadratkilometer. Avrinningsområdets utflöde Enningdalsälven (Nordaneälven) mynnar i havet. Avrinningsområdet består mestadels av skog (77 procent). Avrinningsområdet har 2,18 kvadratkilometer vattenytor vilket ger det en sjöprocent på 11,1 procent.